# فیلم‌شناسی سلمان خان

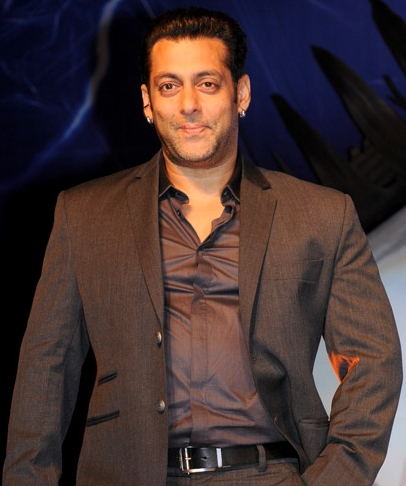
خان در ۲۰۱۲

سلمان خان بازیگر و تهیه‌کنندهٔ هندی است که برای کار در فیلم‌های هندی‌زبان شناخته شده‌است. او کار سینمایی خود را با نقشی کوتاه در یک همسر باید مثل این باشد (۱۹۸۸) آغاز کرد و نقش برجستهٔ خود را با فیلم عاشقانهٔ من عاشق شدم (۱۹۸۹) به‌دست آورد که برای آن جایزهٔ فیلم‌فیر بهترین آغاز به کار مرد را برنده شد. در آغاز دههٔ ۱۹۹۰، او با فیلم اکشن باغی: شورشی برای عشق (۱۹۹۰) و فیلم‌های عاشقانهٔ عشق بی‌وفا و محبوب (هر دو در ۱۹۹۱) به موفقیت رسید. دیگر اکران‌های او در این هنگام از لحاظ تجاری ناموفق بودند و منجر به ناکامی کوتاهی در کار او شد.

## فیلم‌شناسی
1. ↑  Goyal, Divya (8 September 2014). "Debut Deception: You Might or Might Not Know the Real First Films of These Stars". NDTV. Archived from the original on 16 December 2014. Retrieved 13 February 2015.
2. ↑  "Box Office 1990". Box Office India. Archived from the original on 15 January 2013. Retrieved 7 February 2015.
3. ↑  "Box Office 1991". Box Office India. Archived from the original on 15 January 2013. Retrieved 7 February 2015.
4. 1 2  Malhotra, Navneet (27 December 2012). "Salman Khan turns 47: How the loveable 'Prem' became 'Dabangg' Chulbul Pandey". CNN-IBN. Archived from the original on 27 August 2015. Retrieved 7 February 2015.
5. ↑  Tuteja, Joginder (11 May 2011). "Reflections: Salman Khan – Has the sleeping lion been woken up?". Bollywood Hungama. Archived from the original on 7 February 2015. Retrieved 7 February 2015.